# ベルテクノ
株式会社ベルテクノ (BELTECNO Co., Ltd.) は、愛知県名古屋市中区に本社を置く水回りの建築設備などを扱う建材メーカー。

## 概要
ステンレス製のパネルタンク・貯湯槽・配水池、熱交換器、各種タンクなど主に水を扱う建築設備を製造販売している。2009年（平成21年）に大型矩形ステレンス製構造躯体タンクの実用化技術を確立し、以降、水道施設用配水池などの大規模水道整備事業に参入する。
2015年（平成27年）以降、インド、ネパール、ベトナムなどの水道整備事業で同社の製品が採用されている。
かつてはシステムキッチンなどシンク周り製品も製造販売していたが、株式会社ウッドワンの連結子会社となった時期に同事業部門を株式会社ベルキッチンに会社分割し、現在はベルキッチンとは資本関係もない。

## 沿革
1947年（昭和22年）に染色整理機械の製造を目的に創業し、1957年（昭和32年）に株式会社鈴木製作所を設立。
1960年（昭和35年）に東海シンク株式会社を設立し、イズミブランドとしてステンレス流しの製造販売を開始する。1966年（昭和41年）には東海シンク販売株式会社を設立。
1990年（平成2年）に東海シンク株式会社と東海シンク販売株式会社を吸収合併した上で、株式会社ベルテクノに商号を変更、1993年（平成5年）に株式を店頭銘柄登録、
2004年（平成16年） にジャスダック証券取引所(現在の東京証券取引所スタンダード)に上場するが、2007年（平成19年）にウッドワンの子会社であるIGC株式会社からのTOBを受けて同社の完全子会社になったことに伴い、上場廃止。
2008年（平成20年）、事業分野別に分割され、キッチン事業部門のベルキッチン及びベルキッチンインターナショナルのみウッドワンの傘下に残し、飲料用タンク製造事業のベルテクノと染色機械製造事業のベル染色の株式は創業者の鈴木家が設立した株式会社BTホールディングに譲渡される。
2009年（平成21年）にインド・ニムラナの工業用地を取得、2015年（平成27年）からインドとその近隣国向けにステンレスタンクの製造販売を開始する。

## 関連会社
- 株式会社ベルテクノプラント工業
- BELTECNO INDIA PRIVATE LIMITED（インド現地法人）